# Kapela sv. Mihovila sa sklopom kuća u Ujevićima
Kapela sv. Mihovila sa sklopom kuća u zaselku Ujevićima, selo Krivodol, općina Podbablje, zaštićeno kulturno dobro.

## Opis dobra
Vrijeme nastanka: 17. – 18. stoljeće. Kapela sv. Mihovila sa sklopom kuća se nalazi u zaselku Ujevići, u naselju Krivodol, u općini Podbablje. Obiteljsku kamenu pravokutnu jednobrodnu kapelu je 1779.god. dao sagraditi domaći svećenik don Grgo Ujević. Glavno pročelje ima centralno smješten portal, iznad kojeg je jednostavna rozeta bez ukrasa, a završava jednodijelnom preslicom na zvono. Unutrašnjost je presvođena bačvastim svodom, a na stražnjem zidu u niši iznad oltara se nalazi drveni polikromni kip Bogorodice s Djetetom. Sačuvan je i izvorni inventar: mjedeni svijećnjaci i kandilo te barokno/rokoko crkveno ruho. Istočno i južno od kapele nalazi se sklop kuća s dvorištima na različitim nivoima te bunarom, koji s kapelom tvori ambijentalnu cjelinu kulturno povijesne vrijednosti.

## Zaštita
Pod oznakom Z-6820 zavedena je kao nepokretno kulturno dobro - kulturnopovijesna cjelina, pravna statusa zaštićena kulturnog dobra, klasificirano kao "ruralna cjelina".